# Barbara Hofland
Pour les articles homonymes, voir Hofland.
Barbara Hofland (1770 – 4 novembre 1844) est une écrivaine anglaise, autrice de quelque 66 histoires morales et didactiques pour les enfants, de manuels scolaires et de poèmes.

## Œuvres choisies
- Beatrice, Londres, Longman, 1829
- The Captives in India, Londres, Bentley, 1834
- The Daughter-in-Law, Londres, Newman, 1813
- Decision, Londres, Longman, 1824
- A Father As He Should Be, Londres, Newman, 1815
- The History of a Clergyman's Widow (Londres, Newman, 2e édition, 1814
- Integrity, Londres, Longman, 1823
- Katherine, Londres, Newman, 1828
- The Maid of Moscow, Londres, Newman, 1816
- Matilda, Londres, Newman, 1816
- The Merchant's Widow and her Family, Londres, Newman, 1814
- Moderation, Londres, Longman, 1825)
- Patience and Perseverance, Londres, Newman, 1813
- Reflection, Londres, Longman, 1826
- Says She to her Neighbour, What?, Londres, Newman, 1812
- Self-Denial, Londres, Longman, 1827
- Tales of the Manor, Londres, Longman, 1822
- Tales of the Priory, Londres, Longman, 1820
- A Visit to London, Londres, Newman, 1814[1]
- White-Knights. A Poem called: "A Descriptive Account of the Mansion and Gardens of White-Knights, a Seat of His Grace the Duke of Marlborough", seen on  1819.
- A descriptive account of the mansion and gardens of White-Knights: a seat of His Grace the Duke of Marlborough. By Mrs. Hofland. Illustrated with twenty-three engravings, from pictures taken on the spot by T.C. Hofland. 1819